# Przygody Sindbada
Przygody Sindbada (ang. The Adventures of Sinbad) – kanadyjski serial przygodowy, znany też w Polsce pod alternatywnym tytułem Przygody Sindbada żeglarza.

## Emisja
Serial był nadawany w Polsce w latach 1998–1999 w TVP1 i w 2012 r. w TV Puls.

## Powiązania
Treść luźno nawiązuje do postaci Sindbada Żeglarza z arabskiej Księgi tysiąca i jednej nocy.

## Obsada
- Zen Gesner – Sinbad (wszystkie 44 odcinki)[1]
- Jacqueline Collen – Maeve (22)
- Oris Erhuero – Rongar (44)
- Tim Progosh – Firouz (44)
- George Buza – Doubar (44)
- Andrew Scorer – Malicut/Vatek (1)
- Julianne Morris – Rumina (7)
- Wayne Robson – mistrz Dim-Dim (1)
- Mariah Shirley – Bryn (22)
- Danny Pawlick – kpt. Fontassel (4)
- Juan Chioran – Turok (3)
- Tony Caprari – Scratch (2)
- Von Flores – Tetsu (2)
- Gary Reineke – kalif (2)
- Brian O'Shaughnessy – Omar (2)
- Jonathan Pienaar – Xantax (2)
- Lawrence Bayne – Admir (2)
- Gérard Rudolf – hr. Orlock (2)
- Ursula Venter – Stheo (2)
- Ian Tracey – Mustapha (2)
- Robin Dunne – książę Casib (2)
- Bianca Amato – Casendra (2)
- Bret Hart – Eyolf (1)
- Jack Langedijk – Drax (1)
- Dennis O'Connor – Malaasco (1)
- Rob Stewart – Vincenzo (1)
- Mark Dymond – Turhan (1)
- Sabrina Grdevich – Jullaner (1)
- Lisa Howard – Talia (1)
- Hakeem Kae-Kazim – Ali Rashid (1)